# Frank Robinson
Frank Robinson (* 31. August 1935 in Beaumont, Texas; † 7. Februar 2019 in Los Angeles, Kalifornien) war ein US-amerikanischer Baseballspieler und -manager in der Major League Baseball (MLB).

## Leben
Frank Robinson begann seine Baseballkarriere als Outfielder bei den Cincinnati Reds. Sein erstes Spiel in der National League bestritt er am 17. April 1956. In seiner ersten Saison gelangen ihm 38 Home Runs, ein Rekord für Rookies, führte er die Liga mit 122 erzielten Runs an und wurde als All Star für die National League nominiert. Ebenfalls gewann er den MLB Rookie of the Year Award. 1961 führte Robinson die Reds zu ihrer ersten Meisterschaft in der NL seit 1940. Er hatte einen Schlagdurchschnitt von 32,3 %, erzielte 37 Home Runs, 124 RBI und 117 Runs. Dank dieser Leistungen wurde er zum MVP der National League gewählt. In der World Series unterlagen die Reds allerdings den New York Yankees in fünf Spielen.

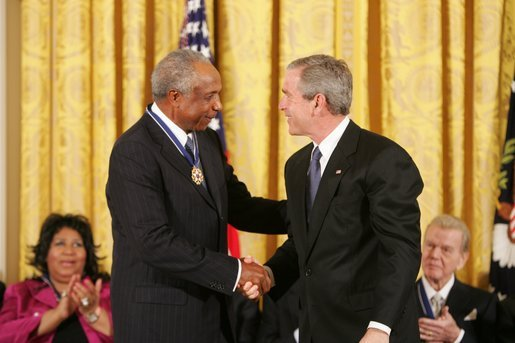
George W. Bush verleiht Robinson die Freiheitsmedaille.

1966 wurde Robinson zu den Baltimore Orioles transferiert und gewann mit diesen gleich in seiner ersten Saison die World Series gegen die Los Angeles Dodgers. Robinson gewann als erster Spieler seit Mickey Mantle 1956 die Triple Crown und führte die American League in Home Runs, RBI und Schlagdurchschnitt an. Mit seiner Wahl zum MVP war er der erste Spieler, der diese Auszeichnung sowohl in der National League als auch in der American League gewinnen konnte. Für seine Leistungen wurde Robinson 1966 mit der Sportler-des-Jahres-Auszeichnung von Associated Press geehrt.
1967 schien er den Erfolg in der Triple Crown wiederholen zu können, aber eine Verletzung stoppte ihn und Carl Yastrzemski von den Boston Red Sox landete in allen Kategorien vor ihm. 1970 konnte er seine zweite World Series mit den Orioles gegen sein altes Team aus Cincinnati gewinnen. 1972 wechselte er zu den Los Angeles Dodgers, weitere Stationen folgten bei den California Angels und den Cleveland Indians.

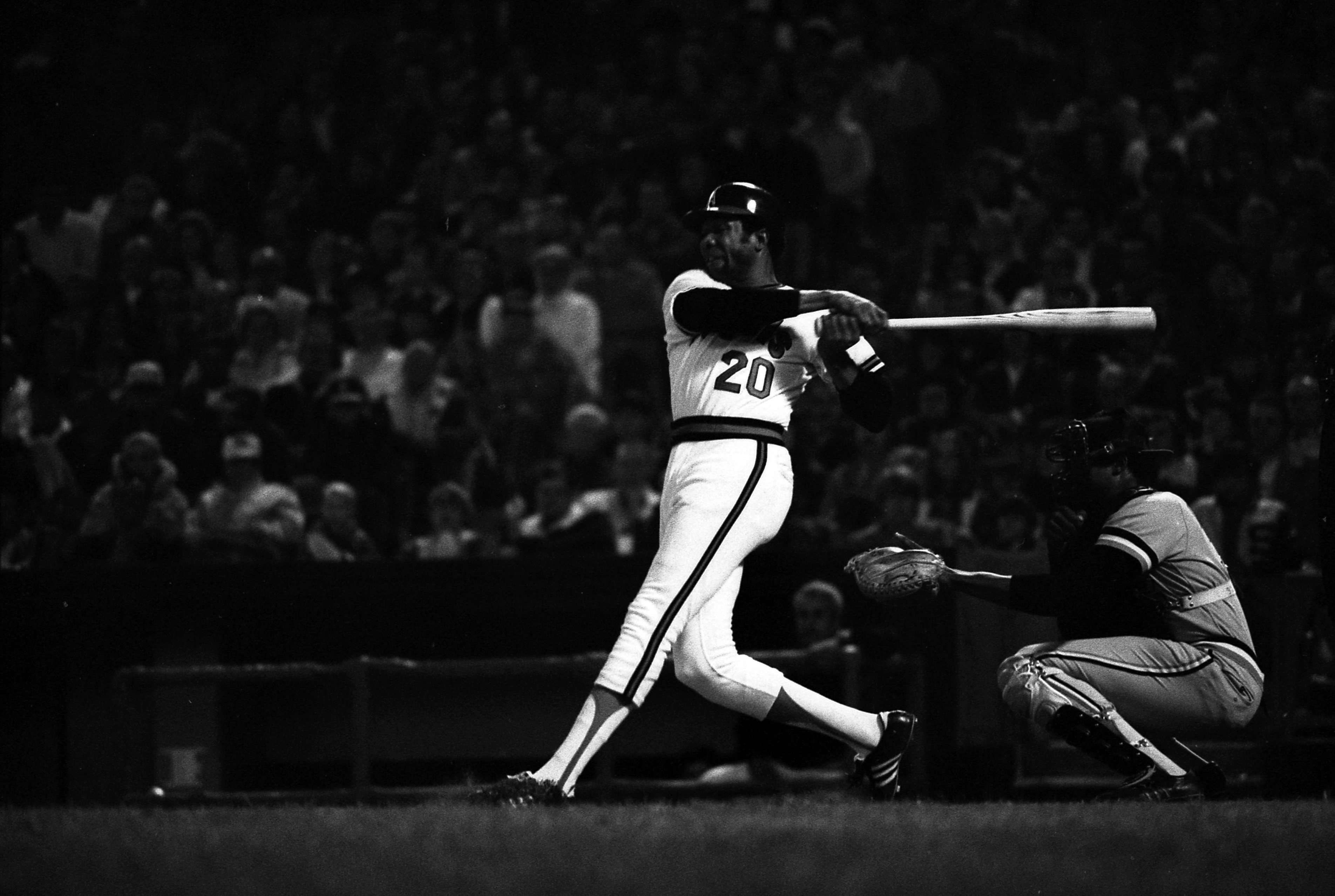
Frank Robinson als Spieler der California Angels (1973)

1975 übernahm er bei den Indians auch den Posten des Managers. Damit war er der erste afroamerikanische Manager in der Geschichte der Major League. Am 18. September 1976 hatte er seinen letzten Auftritt als Spieler. 1977 wurde er nach schwachem Saisonstart entlassen. In der Folgezeit war er als Coach bei verschiedenen Vereinen tätig. Von 1981 bis 1984 arbeitete er als Manager bei den San Francisco Giants. 1986 kehrte er als Coach zu den Orioles zurück und übernahm nach der Entlassung von Cal Ripken Sr. 1988 den Posten des Managers. Im Spiel der Orioles gegen die Toronto Blue Jays mit Manager Cito Gaston kam es am 27. Juni 1989 zum ersten Aufeinandertreffen zweier afro-amerikanischer Manager im Major League Baseball. 1991 wurde Robinson von den Orioles entlassen. Ab 2002 arbeitete er bei den Montreal Expos bzw. nach dem Umzug des Teams bei den Washington Nationals.
1982 wurde Robinson in die Baseball Hall of Fame gewählt. Seine Trikotnummer 20 wird sowohl von den Baltimore Orioles als auch den Cincinnati Reds nicht mehr vergeben. Von der Zeitschrift The Sporting News wurde er 1999 von den 100 besten Baseballspielern auf Rang 22 platziert. Er starb im Februar 2019 im Alter von 83 Jahren.

## Ehrungen
- 2005 überreichte US-Präsident George W. Bush Robinson die Freiheitsmedaille („The Presidential Medal of Freedom“), die höchste zivile Auszeichnung in den USA.